# ナスミス・ウィルソン

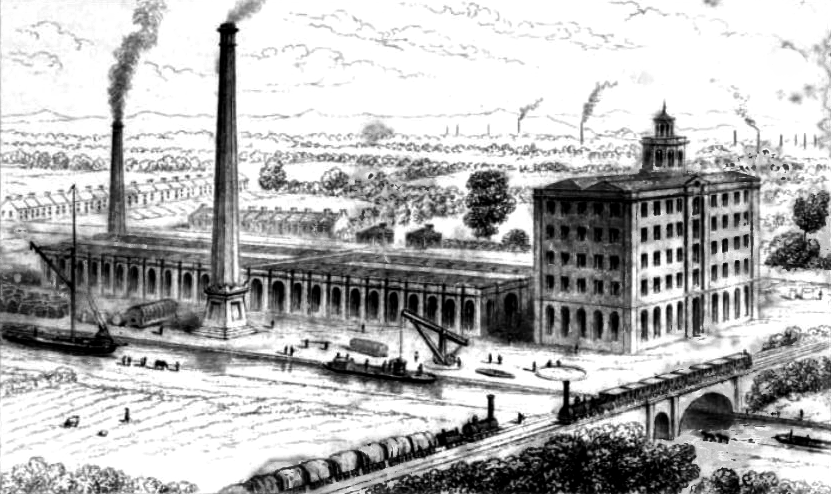
1839年に描かれたブリッジウォーター工場の様子。鉄道とブリッジウォーター運河に面している

ナスミス・ウィルソン(Nasmyth, Wilson & Co., Ltd. ネイスミス・ウィルソンとも)は、かつてイギリスのマンチェスターにあった工作機械および機関車のメーカーである。

## 概要
会社は、1836年にジェームス・ナスミス(James Nasmyth)によって、マンチェスター近郊のパトリクロフトに創設された。最初は、共同経営者としてホルブルック・ガスケル(Holbrook Gaskell)を迎えたため、会社名はナスミス・ガスケル(Nasmyth, Gaskell & Co.)と称した。工場はブリッジウォーター運河とリバプール・アンド・マンチェスター鉄道に面した区画に建てられ、ブリッジウォーター工場(Bridgewater Foundry)と呼ばれた。
1838年、資本の拡大に迫られて、ヘンリー・ガーネット(Henry Garnett)、ジョージ・ハンフリーズ(George Humphrys)が経営に加わった。1848年には、ハンフリーズが退社し、1850年にはガスケルも退社したため、会社名はジェームス・ナスミス(James Nasmyth & Co.)に改められた。さらに、1856年にはジェームス・ナスミスも引退・退社し、ヘンリー・ガーネットのみが残る形となった。そのため、ヘンリーは彼の家族であるチャールズ・ガーネットとロバート・ガーネット、さらにロバート・ウィルソンを迎え、会社名をパトリクロフト・アイアンワークス(The Patricroft Ironworks)に改めたが、1867年にチャールズとロバート・ガーネットが退社して、ヘンリー・ガーネットとロバート・ウィルソンの経営となり、会社名はナスミス・ウィルソンと改称された。日本では、この名称でよく知られている。
しかしながら、1930年頃からの経済恐慌によって経営が怪しくなり、1939年、ついに機関車の製造を中止した。その際、イギリス機関車製造業者連合にデザインと設計をすべて引き渡した。会社は蒸気ハンマーおよび工作機械のメーカーとして存続したが、1940年6月1日、工場は軍需省に引き継がれた。しかし、1987年に、工場はブリティッシュ・エアロスペースによって買収され、1989年にパトリクロフト工場は閉鎖された。現在は、元の建物の一部を含む敷地は、ビジネスおよび技術センターとして使用されたが、2009年までに、中核となる建物は取り壊されてしまった。

## 工作機械

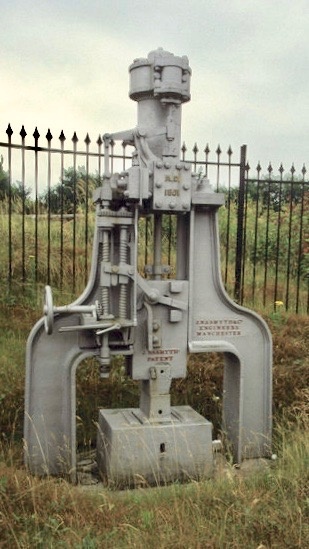
工場跡に残されているナスミス・ウィルソン製の蒸気ハンマー

1856年までは、工場は多数の工作機械を造ることに集中した。ナスミスの作成した蒸気ハンマーの設計は、フランスで最初に製作された。 それにより、ナスミスは特許を保障された。彼は、あらゆる用途の蒸気ハンマー、プレーナー、型削り盤を製造し、杭打ち機および油圧プレス機を設計し、製造した。

## 機関車
この会社が、蒸気機関車の製造に乗り出したのは、ナスミス・ガスケル時代の1839年のことである。最初の製品は、リバプール・アンド・マンチェスター鉄道の車軸配置2-2-2(1A1)形機関車であった。また、グレート・ウェスタン鉄道のダニエル・グーチの設計による7フィート軌間の機関車を製造したこともある。とはいえ、機関車の製造はあくまで副業であって、1938年の工場閉鎖までの約100年間の製造両数は、1,650両にすぎない。

## 日本との関わり

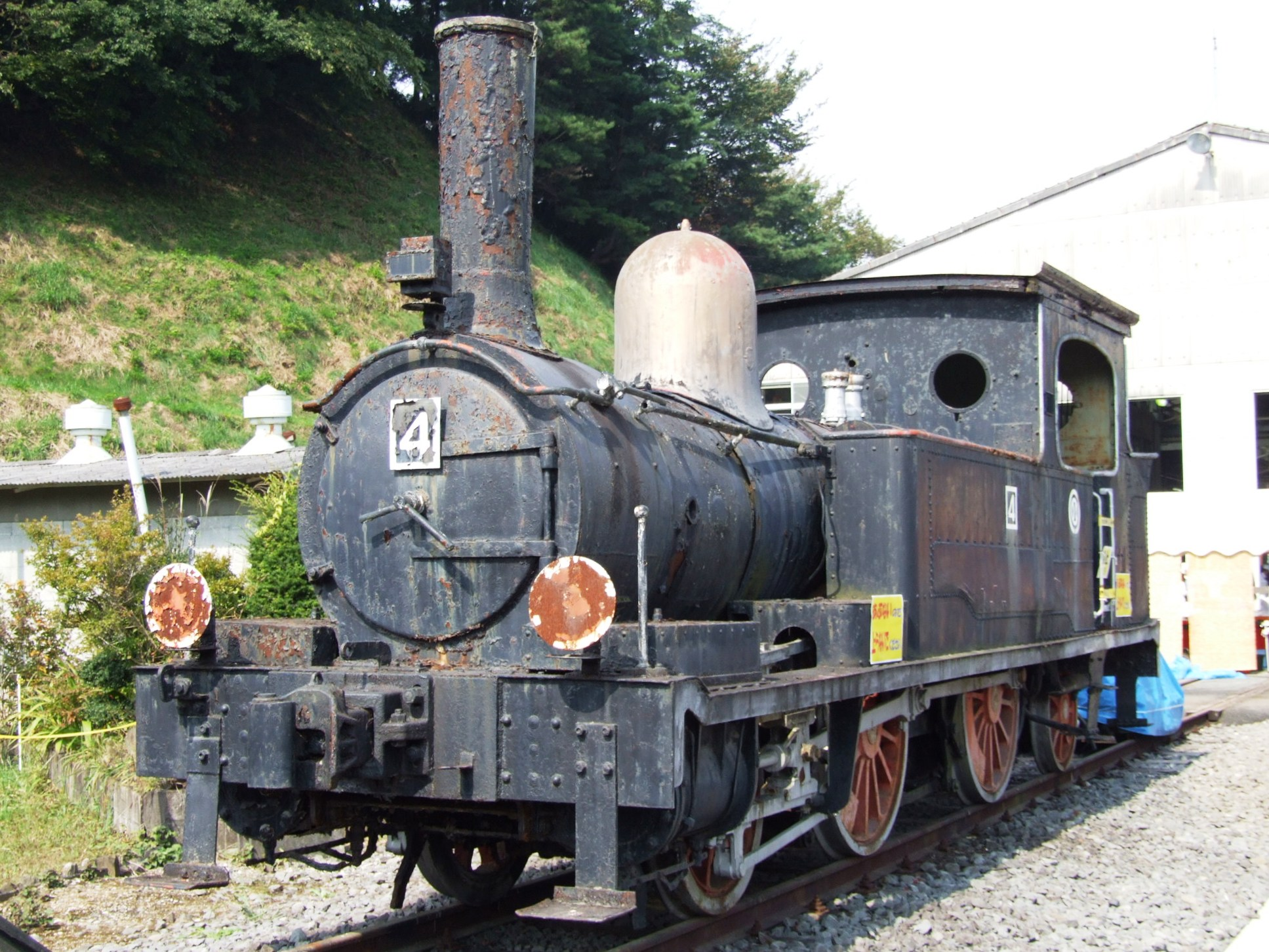
ナスミス・ウィルソン製の西武鉄道4号蒸気機関車

外地を含む日本へは、1886年から1908年までの23年間に、183両が輸入されている。日本は、この会社の大得意先であり、1年間に製造された蒸気機関車のほとんどが日本向けであったこともあったようである。
最初に輸入されたのは、官設鉄道の0-6-0形タンク機関車で、後にB3クラス1100形となったものである。また、同年には同じく官設鉄道の2-4-2形タンク機関車（後のA8クラス400形）も輸入されている。この両形式は、官設鉄道の標準形としてのみならず、当時建設が盛んであった私設鉄道にも大量に導入され、他メーカーにより模倣製造も行われた。
このように、ナスミス・ウィルソンは、日本の蒸気機関車の標準を作ったメーカーとして特筆される。最後に輸入されたのは、1908年に東武鉄道が導入した、A8系であった。